# By the Sword
«By the Sword» es el primer sencillo oficial del álbum Slash, primer trabajo en solitario de Slash, exguitarrista de Guns N' Roses.
Cuenta con la participación del cantante Andrew Stockdale, del grupo Wolfmother.
"By The Sword" fue interpretada en directo por primera vez el 22 de noviembre de 2009 en un concierto de Slash & Friends en Los Ángeles. Slash estuvo entonces acompañado en el escenario por Andrew Stockdale, Dave Navarro, Chris Chaney y Travis Barker.
Este sencillo sale al mercado el 28 de marzo de 2010. El sitio spinner.com ha colgado la canción "By the Sword" el 26 de febrero de 2010. El video musical fue dirigido por Vance Burberry.
El 6 de abril de 2010, Slash y Andrew Stockdale tocaron "By the Sword" en vivo en The Tonight Show de Jay Leno.

## Créditos

### "By The Sword"
- Slash - guitarras
- Andrew Stockdale - cantante
- Chris Chaney - bajo
- Josh Freese - batería y percusiones

## Posicionamiento en listas
| Lista (2010)                           | Mejor posición |
| -------------------------------------- | -------------- |
| Canadá (Canadian Hot 100)              | 78             |
| Canadá (Active Rock Chart)             | 1              |
| Estados Unidos (Mainstream Rock Songs) | 25             |
| Estados Unidos (Rock Songs)            | 41             |
| Japón (Japan Hot 100)                  | 80             |